# Gaultheria erecta
Gaultheria erecta conocida comúnmente como oxocopaque o arrayán, es una especie de arbusto perteneciente  a la familia  Ericaceae. 

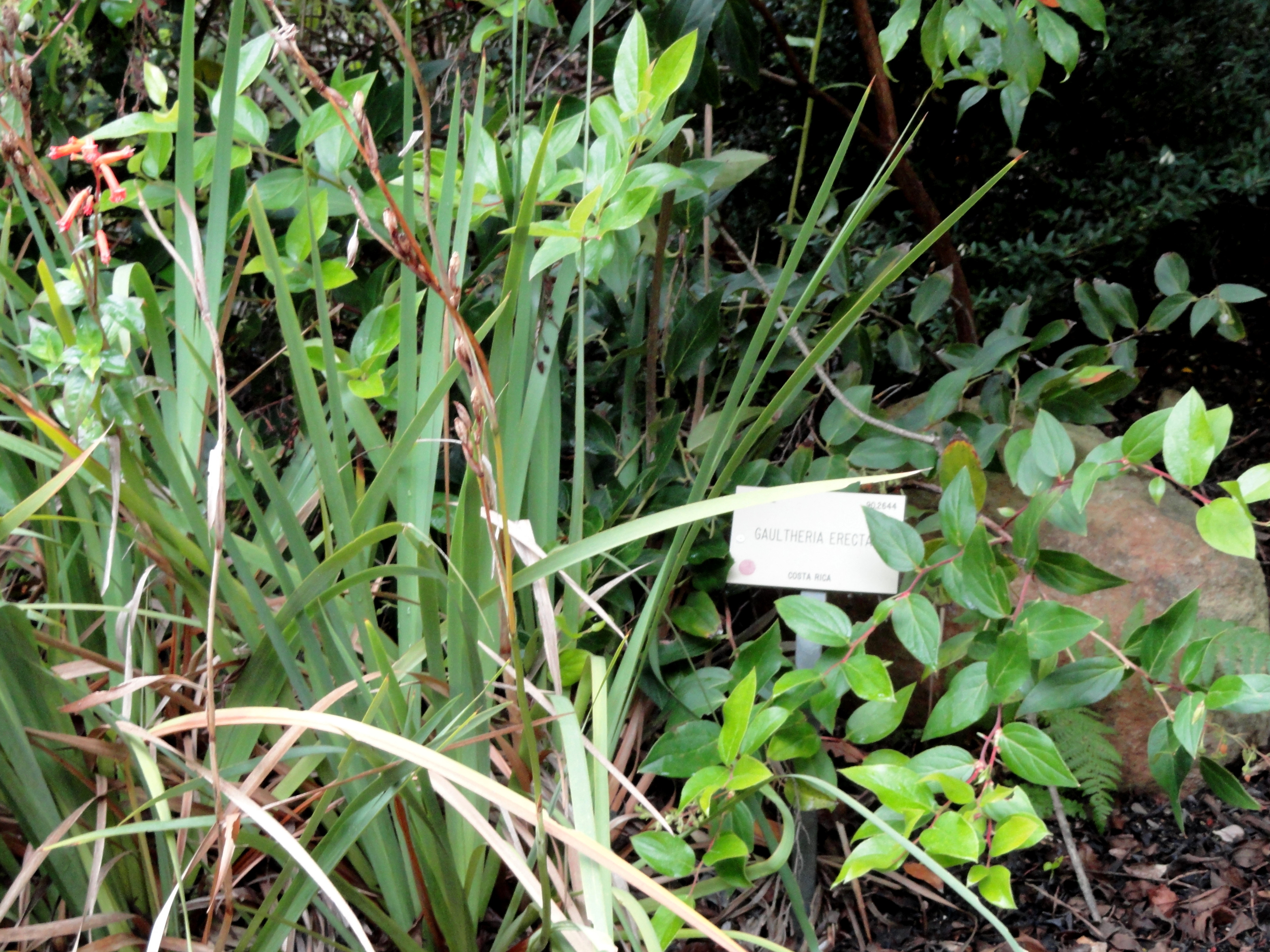
Vista de la planta

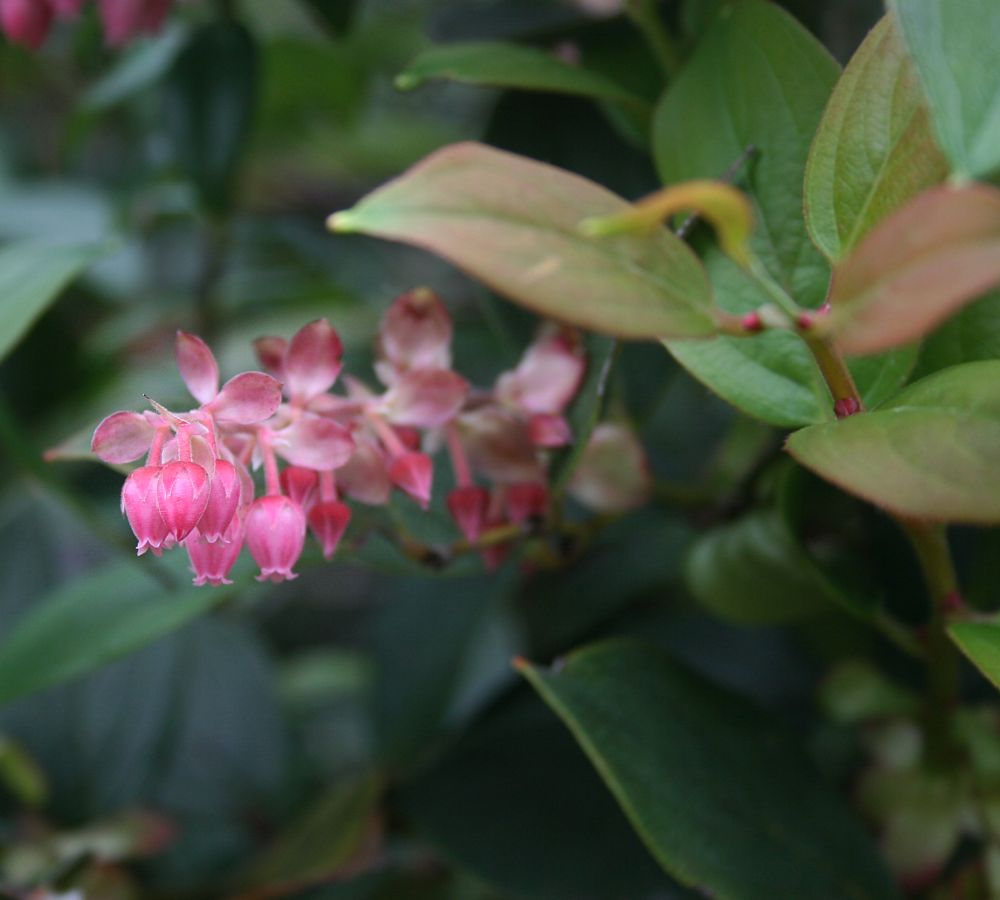
Flores

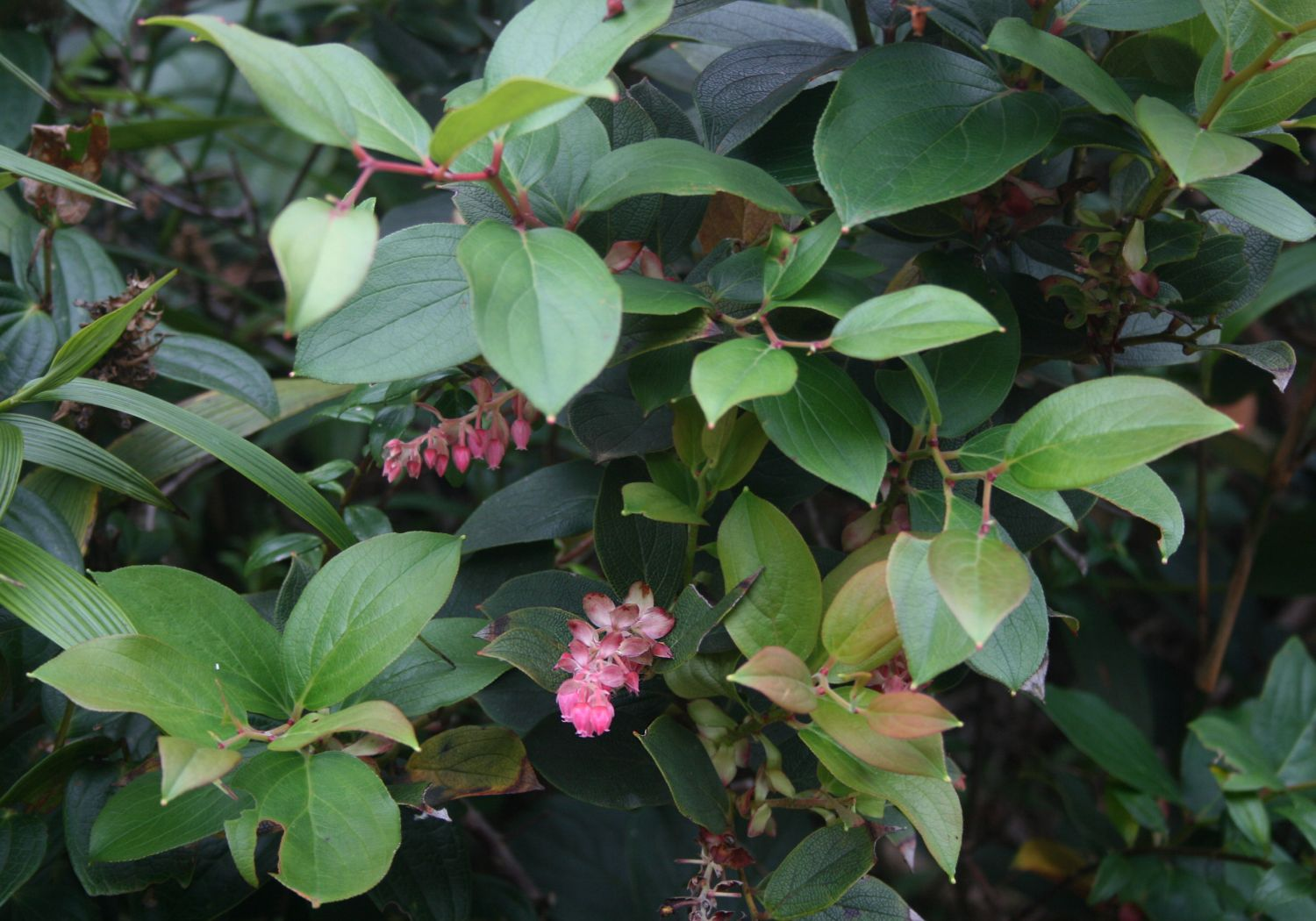
Detalle de la planta en flor

## Descripción
Son arbustos que alcanza un tamaño de hasta 1.2 m de alto, con tallos débilmente piloso-setosos, glabrescentes. Hojas alternas, suborbiculares, 2–4 cm de largo y 2–3.5 cm de ancho, apicalmente redondeadas o subredondeadas, punta engrosada por glándulas, base subcordado-redondeada, margen serrado denticulado; pecíolo 3–6 mm de largo. Inflorescencias axilares, racemosas, raquis 3–4.5 cm de largo, brácteas florales oblongo-elípticas, 6–9 mm de largo, pedicelos 4–5 mm de largo, grisáceo puberulentos, bibracteolados cerca de la base, bractéolas 2.5–4 mm de largo; lobos del cáliz ovados, agudos a acuminados, 2.5–3 mm de largo, marginalmente pilosos; corola urceolada, 5.5 mm de largo, pilosa, blanca; estambres 4 mm de largo, anteras con 4 aristas distales; ovario débilmente piloso. Cápsula loculicida no vista.

## Distribución y hábitat
Se distribuye por el norcentro de México, Centroamérica, a lo largo de los Andes hasta el norte de Argentina y en el sureste de Brasil. Habita en clima templado entre los 1900 y los 2000 m s. n. m. Crece a orillas de caminos, asociado al bosque mesófilo de montaña, bosque de pino y mixto de pino-encino.

## Medicina popular
El oxocopaque, como se le llama a esta planta en Chiapas, es utilizada contra la diarrea. Como remedio para curar esta infección se prepara una infusión con las hojas y se administra la cantidad de un vaso junto con un poco de carbonato.
También se le usa para tratar la tuberculosis. Asimismo, se utiliza para aliviar las molestias de las reumas y para aumentar de peso (engordar).

## Taxonomía
Gaultheria erecta  fue descrita por  Étienne Pierre Ventenat y publicado en Description des Plantes Nouvelles . . . Jardin de J. M. Cels t. 5. 1800.
Etimología
Gaultheria, nombre genérico, mal escrito,  otorgado por el escandinavo Pehr Kalm en 1748 en honor de Jean François Gaultier de Quebec.
erecta: epíteto latíno que significa "erecta".
Sinonimia
| - Brossaea bracteata var. odorata Kuntze - Brossaea erecta (Vent.) Kuntze - Brossaea formosa (Remy) Kuntze - Brossaea hirtiflora (Benth.) Kuntze - Brossaea loxensis (Benth.) Kuntze - Brossaea odorata Kuntze - Brossaea roraimae (Klotzsch ex Meisn.) Kuntze - Brossaea scabra (Willd.) Kuntze - Brossaea trichocalycina (DC.) Kuntze - Brossaea vestita (Benth.) Kuntze - Gaultheria antioquiensis A.C.Sm. - Gaultheria apiculata Sleumer - Gaultheria coccinea Kunth - Gaultheria conzattii Camp - Gaultheria cordata M.Martens & Galeotti - Gaultheria cordifolia Kunth - Gaultheria cordifrons Sleumer - Gaultheria costaricensis (Donn.Sm.) Small - Gaultheria cummingii Sleumer - Gaultheria donnellii Sleumer - Gaultheria fendleri Rusby - Gaultheria formosa Remy - Gaultheria glandulifera Small - Gaultheria glandulifera B.Fedtsch. & Basil. - Gaultheria glandulosissima Sleumer - Gaultheria hartwegiana Klotzsch ex Loes. - Gaultheria hidalgensis Loes. - Gaultheria hirtiflora Benth. - Gaultheria jelskii Szyszył. | - Gaultheria lancifolia Small - Gaultheria lepida A.C.Sm. - Gaultheria longiflora E.Morren - Gaultheria longipes Small - Gaultheria loxensis Benth. - Gaultheria meridensis A.C.Sm. - Gaultheria montana Brandegee - Gaultheria odorata Bredem. ex Willd. - Gaultheria odorata Kunth - Gaultheria opaca Sleumer - Gaultheria ornata A.C.Sm. - Gaultheria parvifolia Small - Gaultheria pennellii A.C.Sm. - Gaultheria pilosa B.Fedtsch. & Basil. - Gaultheria poasana Sleumer - Gaultheria regia Sleumer - Gaultheria roraimae Klotzsch ex Meisn. - Gaultheria saltensis Sleumer - Gaultheria scabra Willd. - Gaultheria schiedeana Sleumer - Gaultheria subrotunda Sleumer - Gaultheria tacanensis Camp - Gaultheria tatei A.C.Sm. - Gaultheria tetriches Rusby - Gaultheria trichocalycina DC. - Gaultheria vegasana A.C.Sm. - Gaultheria vestita Benth. - Gaultheria weberbaueriana Sleumer |